# アルミ箔

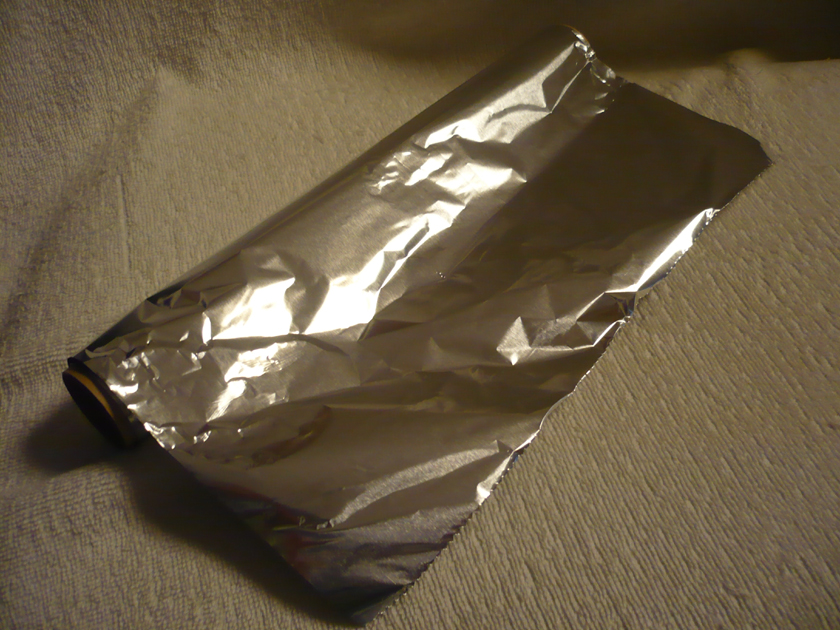
アルミ箔

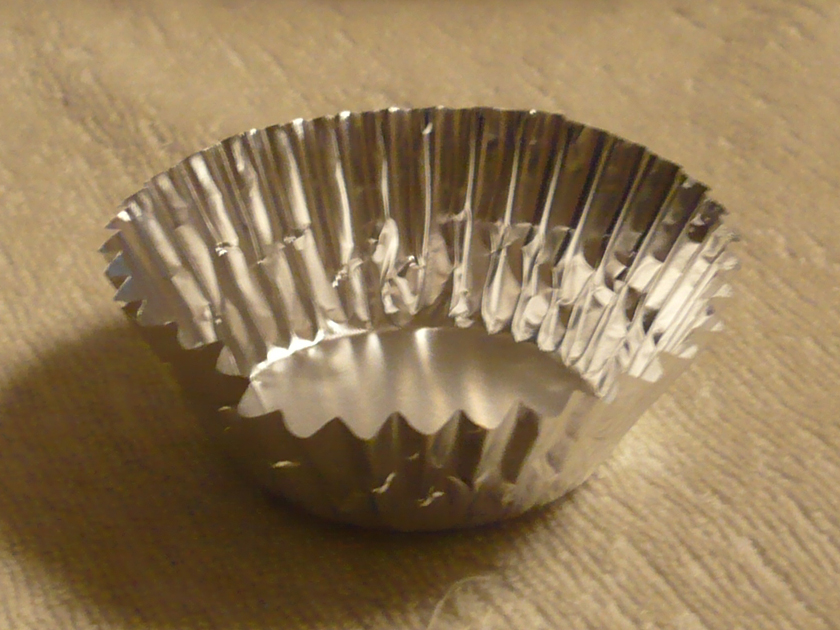
アルミ箔の加工品の例。アルミ箔のカップ。

アルミ箔（アルミはく）あるいはアルミホイル（英: aluminium foil）は、アルミニウムやアルミニウム合金でできた箔。日本産業規格（JIS ジス）では厚さ200マイクロメートルつまり0.2 mm以下のものを「箔」と定義している。一方、アルミニウムフォイル（英: aluminium foil）という呼び方は英語圏や米国の影響下にある国などで広く使われる。一般的には0.2 - 0.006 mm（0.02 - 0.0006 cm）程度の厚さであり、さまざまな厚さのものが製造されている。

## 概要
素材はアルミニウムもしくは比較的純度の高いアルミニウム合金であり、製造法は高速圧延である。用途はアルミニウムの純度や厚さによって異なり、また金属以外の素材と組み合わせて複合素材の箔にしている場合も、組み合わせる素材によって用途が異なる。
酸素遮蔽、耐水、耐油、電磁遮蔽・反射、赤外線反射、遮光、耐熱などの性質・機能があり、それらを活かして多様な用途に使われている。
紙やプラスチックフィルムに比べて酸素や水蒸気といった気体を通し難い性質、ガスバリヤー性がある。電磁波全般を遮断・反射させる性質があるので、電波を遮断・反射し、遮光性もあり光を反射する。表面に不働態皮膜を作るアルミニウムの性質から、長期に渡り表面の光沢が失われることがない。また柔軟なため数度の折り曲げ程度では断裂しない。はさみで切ると刃先に構成刃先という現象が起き、一時的に切れ味が回復する。なおアルミニウムはイオン化傾向が大きいため、もし口に含みさらに口内に他の金属がある場合は起電力によって特有のピリピリした感覚を感じるときがある。
JIS規格では「厚さ0.006mm-0.2mmのアルミニウム圧延素材」と定義されているが、実際はやや範囲が広く0.2mmから0.005mmまでのものが作られており、1996年頃は家庭用アルミホイルでは0.015mm-0.02mmの厚さのものが販売されていた。家庭用は、製造工程の特性で薄膜にしたときに微細なピン・ホールが残り酸素が透過できるため、食材の酸化を長期間防止するには25μm（0.025mm）程度のものが用いられる。

## 歴史
金属箔そのものは紀元前2600年の古代エジプトで金箔が作られ、19世紀ころまではヨーロッパで錫の箔が広く使われていたがこれはまだ高級品であった。
その後、19世紀末から20世紀初頭にかけて、ヨーロッパでアルミの製錬が始まったころに手打ちによるアルミ箔作りが始まった。当時の手打ちのフォイルはシート状ではなく、フレーク（小さな断片）状のものだった。 
アルミ箔（アルミニウムフォイル）を最初に大量に製造販売したのは1910年、スイスのアルミ精錬会社　J.G. Neher & Sons とされる。それまでの食品保護などに用いられたスズ箔が、接触部分にわずかながらスズの金属食味、つまり金属の味を感じさせてしまうのに対し、アルミニウムならほとんど食味変化がないという利点があるので、アルミニウム製に置き換えられてゆくことになった。アルミニウムのエンドレス圧延の技術は1907年に J.G. Neher & sons と Dr. Lauber が開発に成功した。

## 用途

### 純度ごとの用途
- 純度99.3％以上のもの - 装飾、建材、包装などもっとも一般的な用途で使われている[2]。
- マンガンを添加したもの - 容器の素材として、あるいはフィン（英: fin。配管や機械類などに用いるひれ状の金属板材）[2]。
- 純度99.7％以上のもの - おもに電線被覆（シールドケーブル）用
- 純度99.9％以上の高純度のもの - ほぼ電解コンデンサーの陽極用に限定されている[2]。

### 厚さごとの用途
（出典：日本のアルミニウム協会のWebサイト）
- 厚さ6～15μmのもの - カップ麺容器の蓋、レトルト食品の袋、チーズの包装、バターやマーガリンの包装、キャラメルの包装、顆粒状の医薬品の分包、ホイルケース（弁当箱の中で惣菜の小分けなどに使われるヒダ状のアルミ箔加工品）　など
- 厚さ15～50μmのもの - ヨーグルト容器の蓋、コーヒーポーション（コーヒーフレッシュ、ミルク代用品）の容器の蓋、錠剤・カプセル薬の容器
- 厚さ50～100μmのもの - 鍋焼きうどん容器、グラタン容器、アルミ皿、キッチンコンロまわりのアルミ用品。

### 産業分野ごとの用途
（出典：日本のアルミニウム協会のWebサイト）
- 製菓、菓子製造 - チョコレート、チューインガム、ビスケット、ケーキ、アイスクリーム、羊羹[7]（などの製品を包むため）
- 酪農関連食品製造 - バター、マーガリン、チーズ（などを包むため）。ヨーグルト（の蓋）[7]
- 飲料製造 - 健康飲料、乳酸飲料（つまりヤクルトなど）、粉末飲料、ドリンク剤などの容器（の蓋）。酒パックの容器。[7]
- インスタント食品製造 -　カップ麺の蓋（および　その調味料の袋）。レトルト食品、海苔茶漬け、冷凍食品の袋など。[7]
- 薬品、化粧品、洗剤製造 - 粉末や顆粒の医薬品の袋。錠剤やカプセル剤の容器。化粧品の袋。（つめかえ用などの）シャンプーや石鹸の袋。[7]
- 家庭用品製造 - 家庭用ホイル、台所などで使う加工製品[7]
- 電気・電子部品 - 電解コンデンサ、その他の電気・電子部品。[7]
- 建設・建築 - 屋根材、断熱材、壁用材料、壁紙[7]
- 印刷・出版 - 雑誌の表紙、カタログ、ポスター、カレンダー[7]（印刷業界では箔を紙類に押しつけて貼りつける加工を「箔押し（はくおし）」と言う）
- 繊維・アパレル - 金・銀の糸[7]。（繊維業界では「金糸（きんし）」「銀糸（ぎんし）」と言う）
- 農業、園芸関連 - 野菜・樹木の根覆い、果物・野菜類保存用 [7]

その他、上記以外の業界でも、酸素遮蔽、耐水、耐油、電磁遮蔽・反射、赤外線反射、遮光、耐熱などの性質・機能を活かして多様な用途に使われている。
- チョコレートの包装。
- ヨーグルトの蓋。
- アルミパウチに入った食品。
- シールドケーブル。
- 電解コンデンサ。内部に高純度のアルミ箔がロール状になって入っている。
- 建築材料としての利用。サウナ室の壁材・天井材として。

### 加工品、複合素材化したものの用途
加工品としてアルミカップがある。また、厚手のものを容器にした鍋焼きうどん、ガスコンロの汁受部分のカバー、使い捨ての換気扇カバーなど二次的な製品も開発されている。
薄手のものを紙と張り合わせ、湿気を遮断するためにタバコの内包装にも用いられる。
和紙や薄葉紙と張り合わせ、折紙の用紙として用いられることもある。これを俗に銀紙（ぎんがみ）と呼ぶが、厳密には銀は使われていない。また、動物などのメタリックな立体作品を仕上げたり、叩いて銀色の球体（アルミボール）を作ったりする美術・芸術用途もある。
- 円形に打ち抜きヒダをつけたもの。
- アルミ箔を加工して作られた食器
- ガスコンロの汁受部のカバー。
- アルミニウムのテープ。

### 家庭用アルミホイルの用途
日本では一般家庭用のものについて「食事用、食卓用又は台所用のアルミニウムはく」という分類・名称で家庭用品品質表示法の適用対象としており、雑貨工業品品質表示規程に定めがある。
流通時の形態としては、一般的に食品用ラップフィルムと同様に紙筒を芯として巻き取り紙箱に収める形態をとるが、ティッシュペーパーのように四角形に裁断して、箱に収めたポップアップの形態をとる製品もある（カットホイル）。スーパー、コンビニ、ホームセンターなどで広く販売されており、家庭内では主にキッチンまわりで使われ、食材や料理の保存時に包むために使われたり、水蒸気を遮断し保つ性質を利用して、旨みを閉じ込めたまま蒸し焼きにするために食材を包むのに使われたり（ホイル焼き）、煮物を作る時の落とし蓋に使ったり、パエリアを調理する時にパエリア鍋を包む蓋として使うのも定番である。弁当箱や皿に敷くためにも使われる。ラップフィルムより光や空気、水分を通しにくいため冷蔵庫・冷凍庫に入れる食品を包むと保存性が高まる。耐熱性・耐火性があるのでオーブンで食材を加熱する時の即席の皿としても使われる。食品が張り付きにくくするため表面をエンボス加工したりシリコン樹脂やセラミックでコーティングしたアルミホイルも販売されている。なお電子レンジ調理に使用すると火花が出ることがあるため基本的に使用してはならないとされている。だが電子レンジでゆで卵を作る時は、逆に、アルミホイルを使ったほうが良いとされ、卵をアルミ箔で包んだものと水をコップに入れると卵がレンジ内で爆発してしまうことを防げる、と解説されている。レンジの電磁波が卵に直接到達することを防ぎ、周囲の湯からの熱伝導だけでゆっくりと加熱できるという。
- 家庭用アルミホイル
- 調理に利用した例。きのことベーコンのフォイル焼き。
- パエリア鍋の蓋として。

電磁波を遮断・反射する性質を利用して、家庭内ルーターのWifiの電波を強め端末側の受信状態を改善するための簡易的な反射板づくりにも利用されている。
- ソーラークッカーの自作。宅配ピザの箱とアルミ箔で自作。
- エレクトロニクス機器のシールドなどとして。
- バタフライ八木アンテナの自作

## 製造
「アルミ素材メーカー」での加工と「アルミホイルメーカー」での加工の2段階で製造される。

### 素材メーカー
アルミ素材メーカーでは、まずボーキサイトから精錬によって純度99.5%-99.7%程度のアルミ・インゴットを作る。このインゴットを溶解して圧延用鋳塊（スラブ）を作り、面削加工を経て、いったん660℃程度まで加熱する。アルミニウムの再結晶温度である400℃以上になったスラブは熱間圧延によって厚板に加工され、さらに室温まで冷えたアルミ厚板は多段の冷間圧延によって0.4mmの薄さまで加工される。圧延機のロールで圧縮されることで硬化したアルミの「箔地（はくじ）」ロールは電気炉でもう一度350℃程度まで加熱されて「焼鈍し（やきなまし）」が行なわれて軟化され、同時に圧延時に付いた油が蒸発・除去される。1本約8トンの箔地ロールはホイルメーカーへ送られる。これ1本で最終製品117,000本相当となる。

### ホイルメーカー
アルミ素材メーカーから送られてきた箔地ロールは、特に薄い箔を製造するために高速4段圧延機のような高い圧力を生み出す特殊な冷間圧延機によって0.4mmから0.025mmまで徐々に箔にまで薄くされる。この圧延機はキスロール圧延機と呼ばれ、2本のロールは単に一直線に接するだけでなく、圧延対象物であるアルミによって起きるワークロールの弾性変形分を含めて設計されている。これらの加工では箔地1本で1時間かかり、0.025mmのものでは最高で1,250m/分の速度で巻き取られてゆく。圧延機に供給される前に重合機（ダブラー）により2枚が重ねられ、あいだに圧延油が噴霧されて圧延後はがしやすくされている。最後の圧延工程では1枚0.025mmのものが2枚、重合圧延機にかけられ0.012mmまで1度に圧延される。圧延後は分離機（セパレーター）で2枚にはがされる。
2枚の箔はそれぞれ1枚に、ロールと接触する外側とアルミ同士が向き合う内側の面が生まれる。ロールと接触する外側面では圧延ロールの平滑な研磨面が写し取られるために、光沢を持った面が生じる。反対のアルミ同士が向き合う内側面では圧延油を介して自由に変形するために微小な凹凸が生じて、光を乱反射する白っぽいつや消し面になる。例えば3枚を重ねれば中央では両面つや消しのものとなり、生産性も向上しそうだが、中央の箔は変形のコントロールが難しく欠陥が多くなるために実用化はされていない。圧延油には灯油に近い低粘度の鉱油が使用され、高速度での圧延を可能にしている。約1日半の間、焼きなまし加工を兼ねた「焼鈍」と呼ばれる電気炉による300℃の加熱工程によって圧延油は蒸発し除去される。製品とするために小さく紙の芯に巻き取って、切り分けられ、箱に詰められて販売される。

## カルテル
2005年、公正取引委員会は価格カルテルを結んでいたとして、大手アルミホイル製造メーカー6社に対して、私的独占の禁止及び公正取引の確保に関する法律（独占禁止法）違反による排除勧告を行った。
- 東洋アルミニウム
- 三菱アルミニウム
- 日本製箔（現:UACJ製箔）
- サン・アルミニウム工業（現:東洋アルミニウム子会社 東洋アルミ千葉）
- 住軽アルミ箔（現:UACJ製箔）
- 東海アルミ箔